# Abadia de Tintern (País de Gales)
Abadia de Tintern era uma abadia da Ordem Cisterciense localizada no condado de Monmouthshire, País de Gales. Foi fundada em 1131 por Walter de Clare, Senhor de Chepstow, nas margens do rio Wye. Foi a segunda comunidade cisterciensee nas Ilhas Britânicas, depois da Abadia de Waverley, na Inglaterra.
O complexo caiu em ruínas após a dissolução dos mosteiros levada a cabo por Henrique VIII de Inglaterra entre 1536 e 1540. A partir do século XVIII, o complexo serviu de inspiração para poemas e tornou-se uma atração turística na era vitoriana.
Os primeiros passos para a conservação do edifício foram dados no início do século XX, quando a abadia passou para o controle do Estado. Em 1984, o governo galês assumiu a manutenção e administração do local.

## História

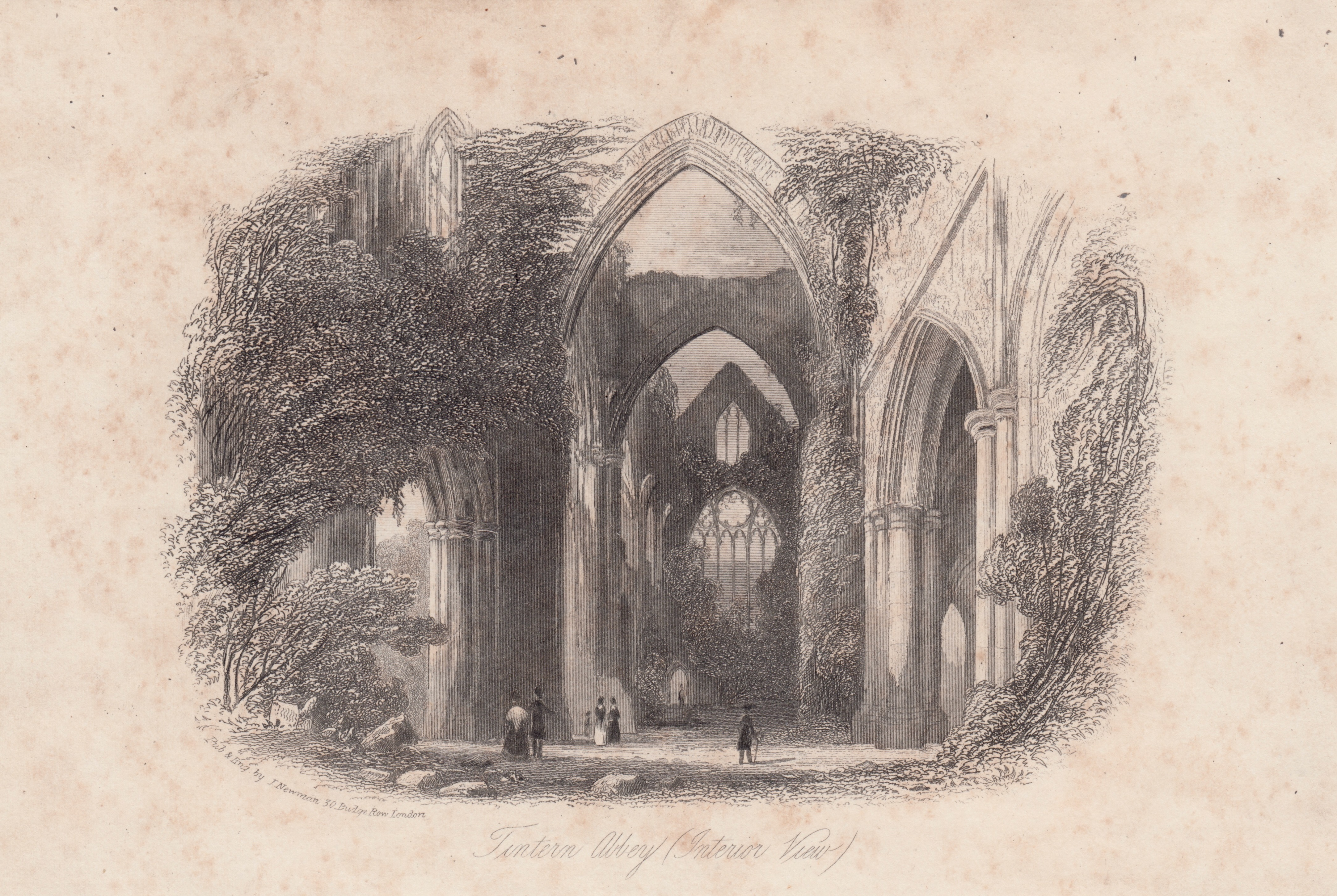
Imagem vitoriana do interior da igreja da abadia

A Abadia de Tintern foi fundada em 1131 como a segunda Ordem Comunidade Cisterciense nas Ilhas Britânicas, sendo a primeira no País de Gales. A ordem cisterciense foi fundada na cidade francesa de Cîteaux em 1098 seguindo a regra de São Bento. Esta ordem teve um papel de liderança na história religiosa europeia do século XII.
Os cistercienses chegaram à Grã-Bretanha em 1128 com a fundação da Abadia de Waverley no sul da Inglaterra. Pouco depois, uma segunda comunidade é criada às margens do rio Wye, no País de Gales, cerca de 6 km ao norte de Chepstow.
O complexo religioso foi transformado em meados do século XIII com a construção de uma nova igreja abacial. O complexo tornou-se um dos melhores exemplos da arquitetura gótica nas Ilhas Britânicas.
Com a dissolução dos mosteiros, a vida religiosa em Tintern terminou. A abadia cedeu as suas terras em 3 de setembro de 1536. O edifício passou para as mãos de Henry Somerset, Conde de Worcester e Senhor de Chepstow.
Durante a era vitoriana, as ruínas ganharam grande atração turística. As tentativas iniciais de restauração, porém, mantiveram a hera (trepadeira), por ser considerada parte do encanto das ruínas. Neste período o complexo ganha fama através da poesia e da pintura.
Em 1901, o Estado assumiu o complexo. As primeiras obras de conservação foram realizadas entre 1914 e 1928, altura em que foi instalada uma viga metálica na cobertura para salvar a nave sul. Em 1984, a administração do local caiu nas mãos do Governo Galês, através da oficina do património, Cadw.

## Visita
A Abadia de Tintern está aberta à visita turística. A viagem pode ser feita de comboio para Chepstow, operado pela Transport for Wales, onde se pode ir de comboio para abadia.
O complexo dispõe de estacionamento pago, área de piquenique e loja de suvenir. Todos os tipos cães são bem-vindos ao monumento.